# Anton Lindskog
Anton Lindskog (Kristianstad, 7 de diciembre de 1993) es un jugador de balonmano sueco que juega de pívot en el GOG Håndbold. Es internacional con la selección de balonmano de Suecia.
Su primer gran campeonato con la selección fue el Campeonato Mundial de Balonmano Masculino de 2021, donde su selección consiguió la medalla de plata.

## Palmarés

### Kristianstad
- Liga sueca de balonmano masculino (2): 2015, 2016

## Clubes
| Club                   | País      | Año         |
| ---------------------- | --------- | ----------- |
| IFK Kristianstad       | Suecia    | 2012 - 2016 |
| HSG Wetzlar            | Alemania  | 2016 - 2021 |
| SG Flensburg-Handewitt | Alemania  | 2021 - 2023 |
| GOG Håndbold           | Dinamarca | 2023 - Act. |